# Rue René-Leduc
Place de la Légion-d'Honneur
La rue René-Leduc (en occitan : carrièra René Leduc) et la place de la Légion-d'Honneur (en occitan : plaça de la Legion d'Onor) sont deux voies de Toulouse, chef-lieu de la région Occitanie, dans le Midi de la France.

## Situation et accès

### Description
La rue René-Leduc et la place de la Légion-d'Honneur sont deux voies publiques. Elles se trouvent dans le quartier de Marengo, dans le secteur 4 - Est.
La chaussée de la rue René-Leduc compte, dans sa première partie, une voie de circulation dans chaque sens puis, dans sa deuxième et sa troisième partie, une seule voie en sens unique. Elle appartient à une zone 30 et la vitesse est limitée à 30 km/h. Il n'existe ni bande, ni piste cyclable.

### Voies rencontrées
Le rue René-Leduc rencontre les voies suivantes, du sud au nord (« g » indique que la rue se situe à gauche, « d » à droite) :
1. Boulevard de Marengo
2. Boulevard de Marengo
3. Place de la Légion-d'Honneur (g)
4. Allée Jacques-Chaban-Delmas
5. Boulevard de Marengo

### Transports
La rue René-Leduc et la place de la Légion-d'Honneur se trouvent à proximité immédiate de la gare de bus de Marengo, qui abrite le terminus des lignes du Linéo L8 et du bus 14, ainsi que de la station Marengo – SNCF, sur la ligne de métro . 
Il existe également une station de vélos en libre-service VélôToulouse, la station no 5 (5 rue René-Leduc).

## Odonymie
La rue René-Leduc est nommée en hommage à René Leduc (1898-1968), ingénieur aéronautique, concepteur de l'avion à réaction. Né à Corbeil (Essonne), il devient, après la Première Guerre mondiale, ingénieur. Proche de Louis Breguet, pour lequel il travaille entre entre 1924 et 1931, il se consacre à partir de 1934 à la création du premier avion à réaction. En 1937, il se lance dans la conception d'un premier prototype, le Leduc 010. En 1940, lorsque la France est envahie par les troupes allemandes, il se replie avec son équipe et les éléments de son prototype à Toulouse où il est accueilli par Louis Breguet, aux usines de Montaudran. Dès lors, les travaux de construction se poursuivent secrètement, au ralenti. Le 5 avril 1944, un bombardement allié provoque des dégâts importants et la destruction des ailes du prototype. Après la Libération de Toulouse, les travaux se poursuivent : le 23 septembre 1946, il est achevé et réalise le 19 novembre son premier vol sur le dos du Languedoc 31. L'année suivante, René Leduc s'installe à Argenteuil, en région parisienne.
C'est en 2002 que la place de la Légion-d'Honneur a reçu son nom, en commémoration du bicentenaire de la création de l'ordre de la Légion d'honneur, le 19 mai 1802, par Napoléon Bonaparte. D'ailleurs, cinq ans plus tard, le 6 juillet 2007, l'espace qui se trouve au carrefour du boulevard de Marengo et de l'avenue Georges-Pompidou est devenu la place de l'Ordre-National-du-Mérite, tandis que, au carrefour de la rue du Général-Jean-Compans a été inaugurée, le 18 décembre 2009, la place de l'Ordre-des-Palmes-Académiques.

## Histoire
La zone d'aménagement concerté (ZAC) de Marengo est une vaste opération immobilière de 10 hectares, menée entre 1996 et 2006 par l'architecte Jean-Pierre Buffi et le bureau d'urbanisme Séquences pour le compte de la Setomip. Elle occupe les terrains de l'ancienne école vétérinaire.

## Patrimoine et lieux d'intérêt
- Marengo Boulevard. 
L'immeuble Marengo Boulevard est construit entre 2007 et 2009, à la suite d'un concours d'architecture, par les architectes Philippe Vigneu et Serge Zilio. Il compte 13 150 m² de bureaux sur huit étages, ainsi que cinq niveaux de parking en sous-sol. Le bâtiment, construit pour le compte du groupe HSBC, est occupé par les services de la communauté urbaine du Grand Toulouse, devenue Toulouse Métropole, qui s'en rend propriétaire en 2012[2].

- Marengo Ovale. 
L'immeuble Marengo Ovale est construit par Unofi. Il est loué par la communauté d'agglomération du Grand Toulouse entre 2003 et 2009, puis acheté pour 10 millions d'euros par la nouvelle communauté urbaine du Grand Toulouse, devenue Toulouse Métropole[3].